# Souad Mahassen
 (avril 2024).
Si vous disposez d'ouvrages ou d'articles de référence ou si vous connaissez des sites web de qualité traitant du thème abordé ici, merci de compléter l'article en donnant les références utiles à sa vérifiabilité et en les liant à la section « Notes et références ».
Souad Mahassen (arabe : سعاد محاسن), née au Kef avant l'indépendance du pays, est une chanteuse et actrice tunisienne.
Elle est l'ancienne épouse de l'acteur Lamine Nahdi, et la mère du réalisateur Mohamed Ali Nahdi.

## Discographie
Son répertoire comprend à la fois des chansons du patrimoine, affinées notamment par le compositeur Abdelhamid Sassi, et des chansons humoristiques composées pour la plupart par Béchir Jouher, dont :
- Rim el Fayyela (ريم الفيالة)
- Hanna gouli el babay (حنة قولي لباباي)
- Khalini wech andek fiya (خليني واش عندك فيا)
- Sidi omar (سيدي عمر)
- Fozti Hal bnet (فزتي عالبنات)
- Jibouli khali (جيبولي خالي)
- Ya tir el hamam tghanni (يا طير الحمام تغني)
- Talou layyam (طالوا الأيام)
- Ya lali (يا لالي)
- Gouli âlach (قوللي علاش)
- Safer khalla dmouîi (سافر خلى دموعي)
- Mahri dinar (مهري دينار) composée par Chedly Anouar
- Gargueb (قرقب)
- Tek tek dourou glibet (تك تك دورو قليبات)
- Yalli techri el madania (ياللي تشري المدنية)
- Ana âsfoura (أنا عصفورة)
- Win machia bech t'tir (وين ماشية باش تطير)
- Kif qalbi yaâmel bom (كيف قلبي يعمل بم)
- Chnoua dhanbi ana chnoua (شنوة ذنبي آنا شنوة) composée par Chedly Anouar
- Dani dani (داني داني) composée par Hédi Jouini

## Filmographie

### Cinéma
- 2008 : Le Projet de Mohamed Ali Nahdi et Adel Ouelhazi (invitée d'honneur)

### Télévision
- 1999 : Anbar Ellil de Habib Mselmani : Zohra
- 2011 : Njoum Ellil (saison 3) de Mehdi Nasra et Saoussen Jemni

### Théâtre
- 1968 : El Héni Bouderbela de Moncef Souissi et Mohamed El Haj Slimane